# Flyboys: Herois de l'aire
Flyboys: Herois de l'aire (títol original en anglès Flyboys) és una pel·lícula estatunidenca de 2006 basada en fets reals. Els seus protagonistes són James Franco, Martin Henderson, Jean Reno, Jennifer Decker, David Ellison, Tom Sizemore i Tyler Labine. Està dirigida per Tony Bill i escrita per David S. Ward, amb base en un guió de Phil Sears i Blake Evans.